# Parc Arqueològic de Vogelherd
El Parc Arqueològic de Vogelherd és un parc i un jaciment arqueològic a l'entorn de la Cova de Vogelherd. El parc és a la Vall del Lone, del massís del Jura de Suàbia, a prop de Stetten ob Lontal, un barri de la ciutat de Niederstotzingen, districte de Heidenheim, a Baden-Württemberg.
La construcció del parc començà el 12 de gener del 2012 i es va inaugurar l'1 de maig del 2013. Des de maig del 2013, fins a maig del 2018, el parc temàtic ha rebut una mitjana de 24.000 visitants a l'any, un total d'unes 120.000 persones en 5 anys.
A més a més d'una àrea exterior amb atraccions i l'accés a la Cova de Vogelherd, el parc conté un centre d'informació en què s'exposen permanentment dues figures del jaciment. El desenvolupament del parc arqueològic presenta la Cova de Vogelherd juntament amb els altres principals jaciments prehistòrics de la Vall del Lone.
El parc arqueològic forma part del Bé Cultural "Coves i art del període glacial del Jura suabi", inscrit com a Patrimoni de la Humanitat de la Unesco al 2017, i es compon de sis coves i de les peces d'art que s'hi han descobert.
El jaciment, el gestiona i conserva l'arqueòleg estatunidenc Nicholas J. Conard, l'arqueòloga alemanya Ewa Dutkiewicz, la Universitat Eberhard Karl, i l'Institut Prehistòric i Protohistòric de Tübingen.

## Context geogràfic i topogràfic

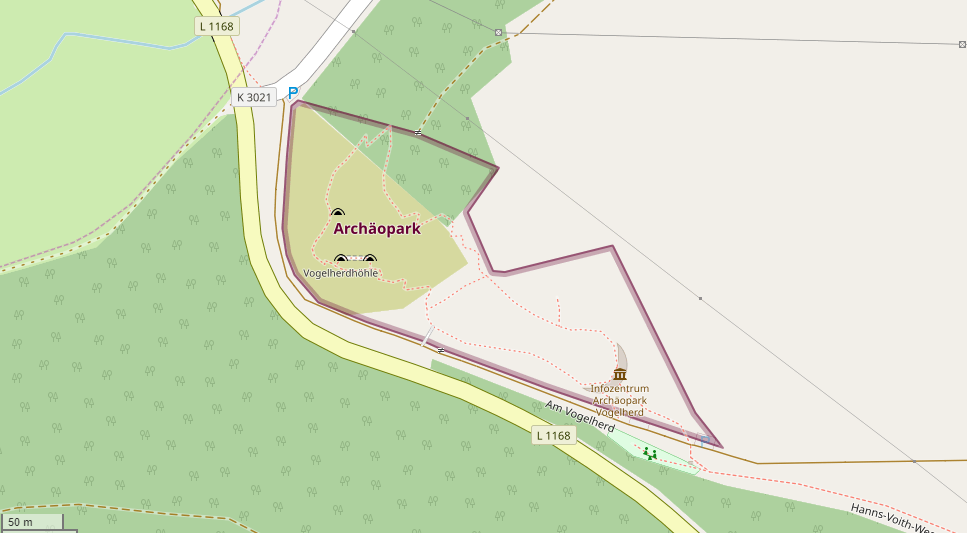
Plànol del parc arqueològic i el seu entorn

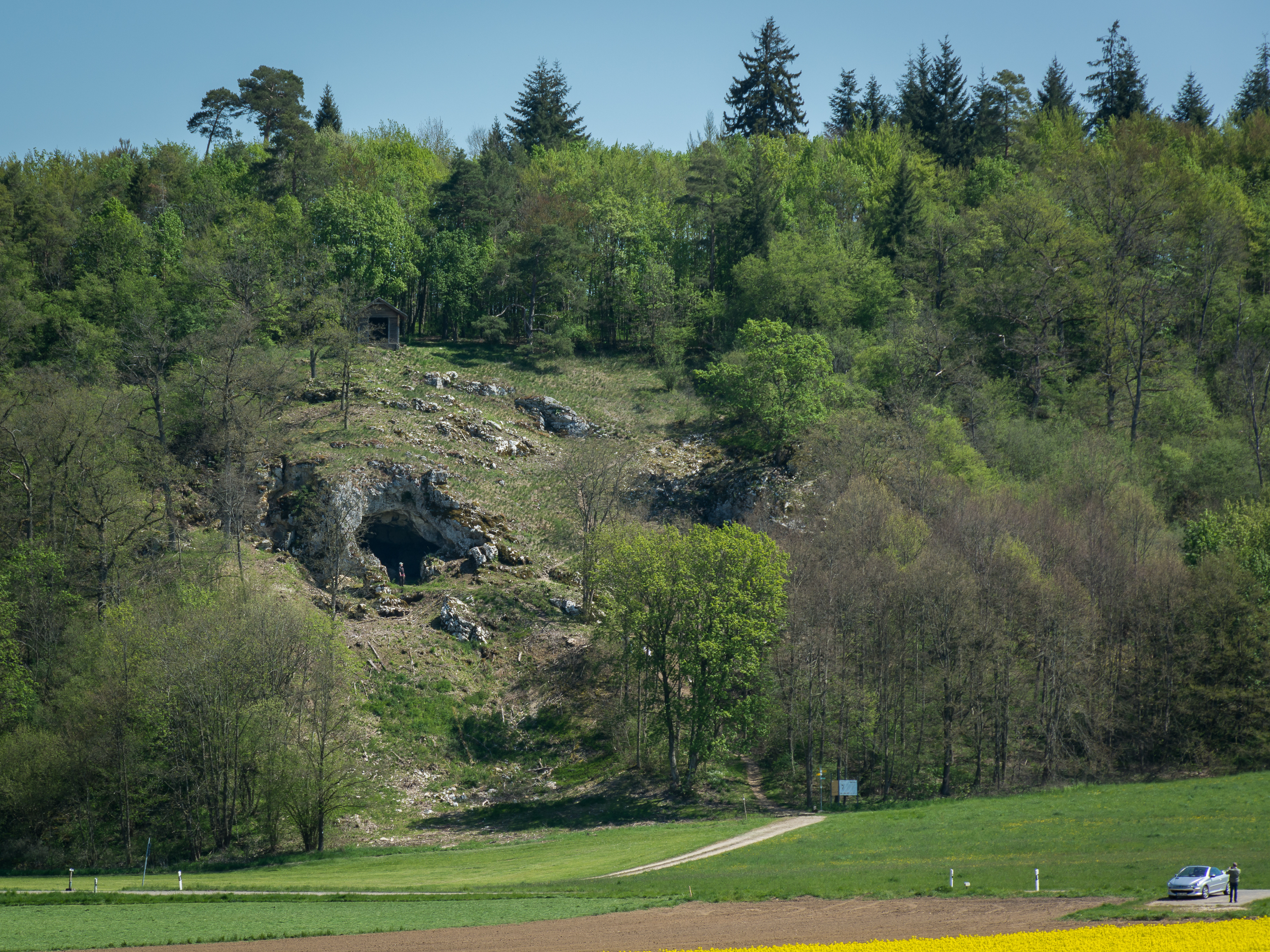
Panorama de la Vall del Lone

El Parc arqueològic de Vogelherd és a Stetten Ob Lontal, un barri de Niederstotzingen, en el districte de Heidenheim, a l'estat de Baden-Württember. El parc arqueològic, així com la cova, és a uns 30 km d'Ulm, en un eix nord-oest. El parc està situat a la Vall del Lone, a 1 km al nord-oest de les ribes d'aquest riu, a la part est de les muntanyes del Jura de Suàbia.
El parc, dins el Bé patrimonial "Coves i Art de l'edat del gel del Jura suabi", que abasta 190,4 ha, s'estén al llarg de 3 km i inclou part del fons de la vall i els vessants. La major part de la depressió formada pel llit del Lone és relativament estreta, amb una amplària de 200 m, i la de la vall del riu pot arribar als 500 m en alguns punts. Els vessants de la vall s'eleven fins a 30 m d'altura. L'entorn de la vall del Lone és rural, amb parcel·les conreades al fons de la vall i vessants boscosos. La vall del Lone té 50 km de longitud: comença després de la ciutat de Geislingen an der Steige i acaba a Brenz. El curs del Lone travessa i forneix un gran altiplà format durant el Juràssic, que es troba entre les ciutats d'Ulm i Geislingen i arriba una altura d'uns 1.000 m. El Neandertalerweg, una ruta de senderisme d'11,5 km, connecta el Parc Arqueològic de Vogelherd amb la Cova de Bockstein, passant per la Cova de Hohlenstein-Stadel.

## Història

### Descobriment i excavacions de les coves del Jura suabi

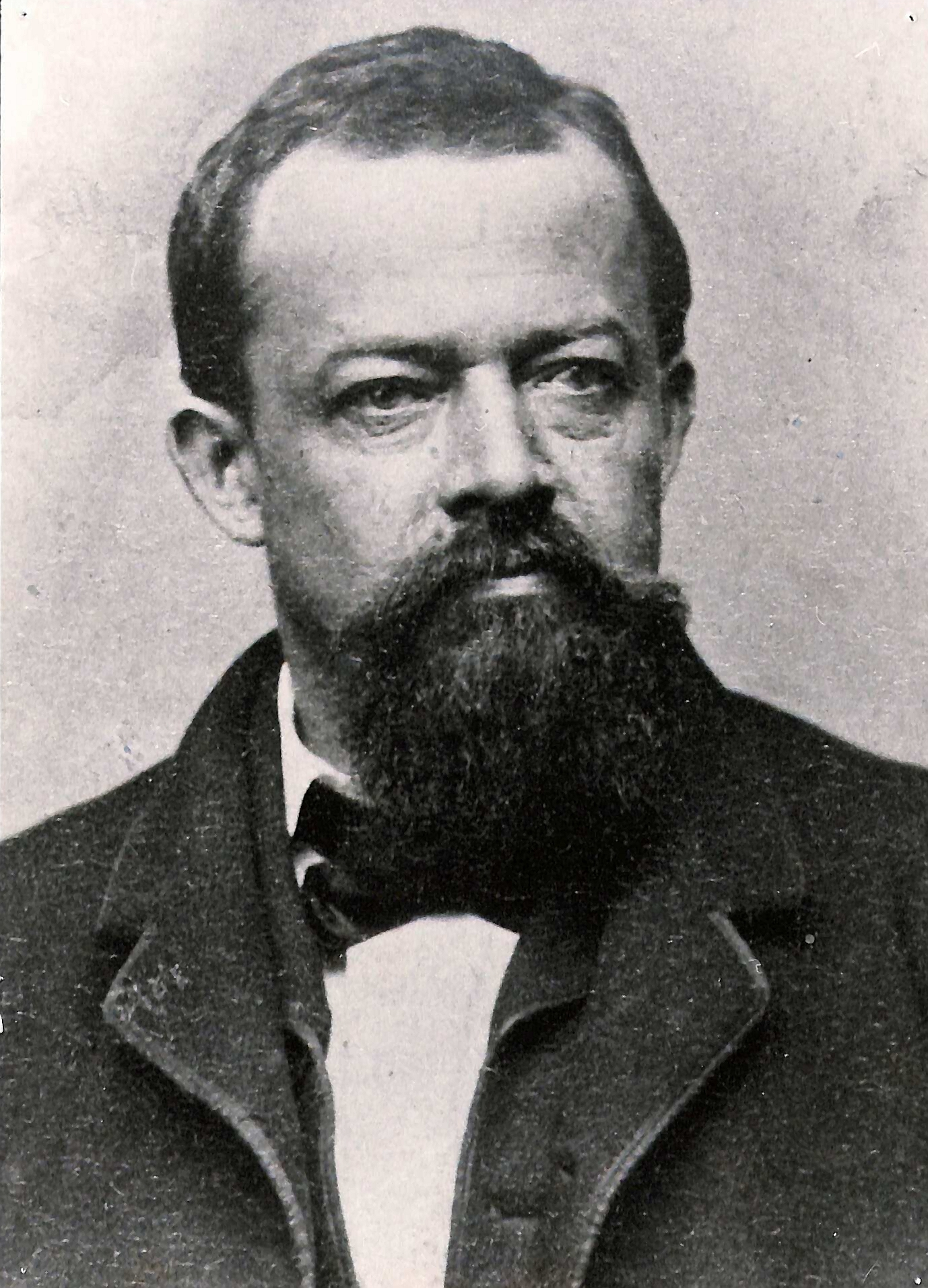
El geòleg i naturalista Oscar Fraas

Les primeres recerques arqueològiques les va fer a la Vall del Lone el 1861 o 1862 Oskar Fraas, a la Cova Hohlenstein-Stadel —però també dins de la Bärhenhöle— amb el descobriment de fòssils d'ós de les cavernes. A partir de la segona meitat de la dècada dels 1860, el material arqueològic de la Cova de Holenstein-Stadel indicava als arqueòlegs la possible existència d'altres assentaments prehistòrics, i es feren noves prospeccions a la Cova de Hohle Fels el 1871 i a la Cova de Bockstein el 1879 i 1883-1884.
En els anys cinquanta i la primera meitat dels seixanta, es va fer recerca en jaciments prehistòrics de la Vall del Solitari sota la direcció del paleontòleg Robert Wetzel.
La Cova de Geißenklösterle fou descoberta en la segona meitat de la dècada dels 1950 i excavada a partir de la primera meitat de la dècada dels 1970, el 1973 per Eberhard Wagner, i per l'arqueòleg i paleoprehistoriador Joachim Hahn entre 1974 i 1991.
En la dècada dels 2000, les coves de Vogelherd i Geißenklösterle s'estudiaren sota la direcció de l'arqueòleg Nicholas J. Conard.

### Projecte
El projecte d'estudi del parc arqueològic començà el 10 de maig de 2005, i l'estudi de viabilitat el 5 de desembre. L'1 d'agost del 2006, el consell municipal de Niederstotzingen presentà els resultats de l'estudi de viabilitat. El projecte s'anomenà Steinzeit am Vogelherd.

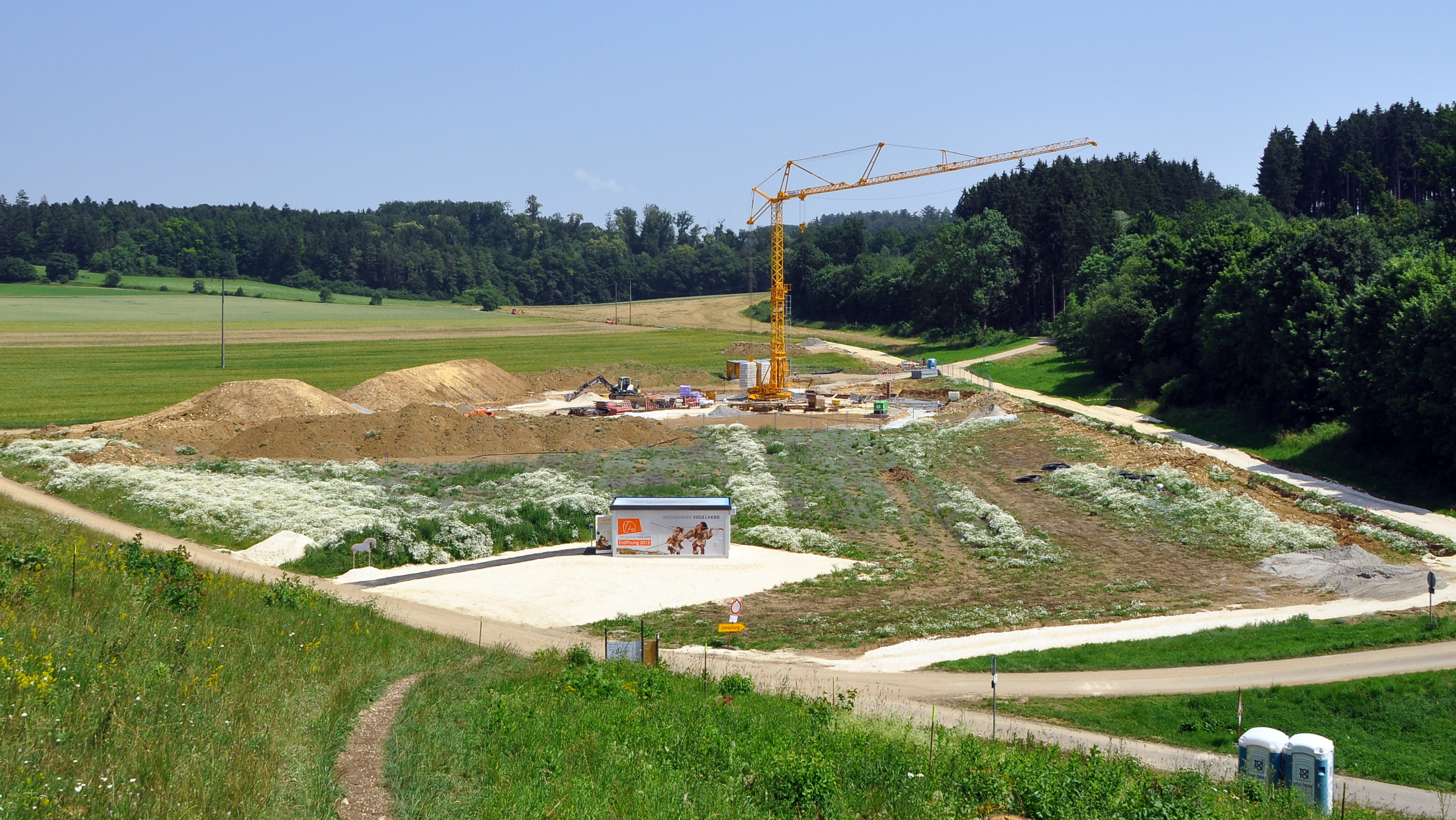
Obra de construcció del parc arqueològic al juny de 2012

El parc s'inaugurà l'1 de maig del 2013.

### Inscripció en el Patrimoni Mundial
El 2009 s'engegà un projecte de nominació de diversos jaciments prehistòrics del Jura suabi i els seus artefactes associats. El 2017, les sis coves, les peces d'art moble trobades a dins, i el parc arqueològic que complementa el Bé cultural s'inscrigueren com a Patrimoni de la Humanitat per la UNESCO en un grup titulat «Coves i art de l'edat del gel al Jura de Suàbia».
Al setembre del 2018, es van instal·lar al parc dues rèpliques de mamuts de fusta de grandària natural.

## Descripció

### Cova de Vogelherd

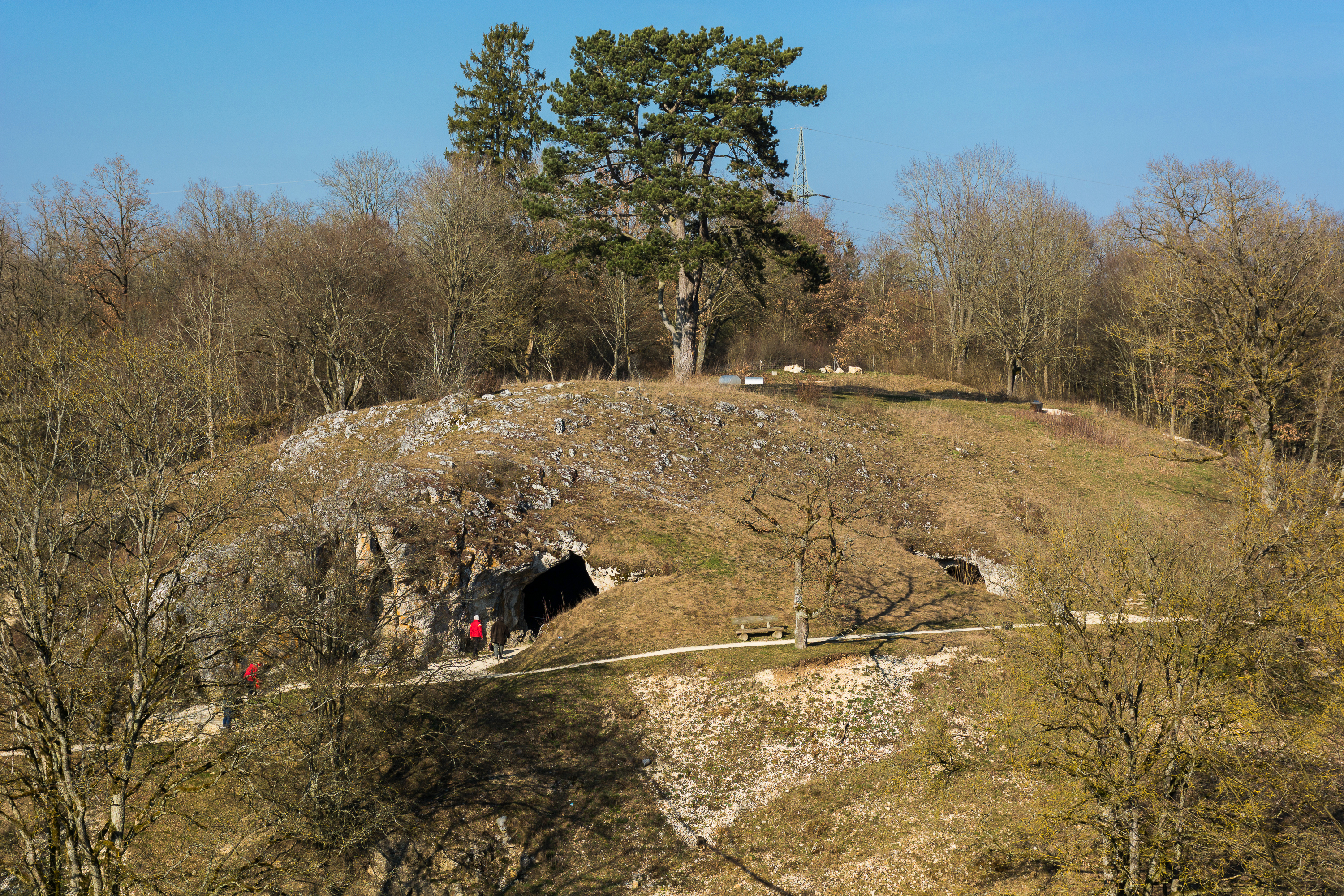
Vista panoràmica de Vogelherd

El Vogelherd té una planta en forma de Y. Té una superfície total de 170 m2. La cova s'orienta en un eix nord-oest/sud-est. La cova té tres galeries connectades en la zona central, tenen entre 15 i 25 m de longitud, i una amplària entre 2 m i 7 m. La Cova de Vogelherd té tres entrades connectades i es troben als extrems sud-est, nord i sud-oest de la cova.

Centre de visitants i informació del parc
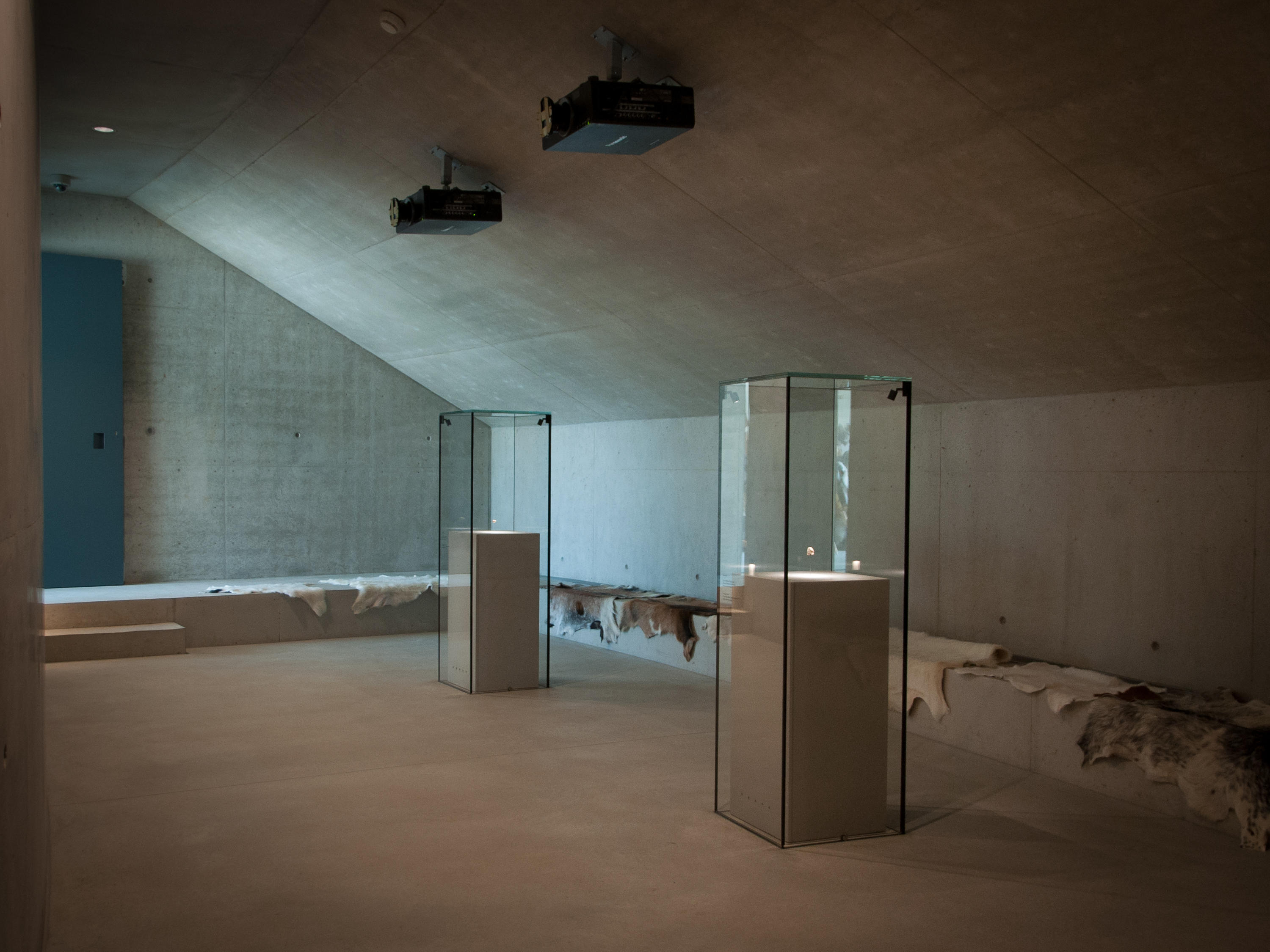
Sala d'exposició
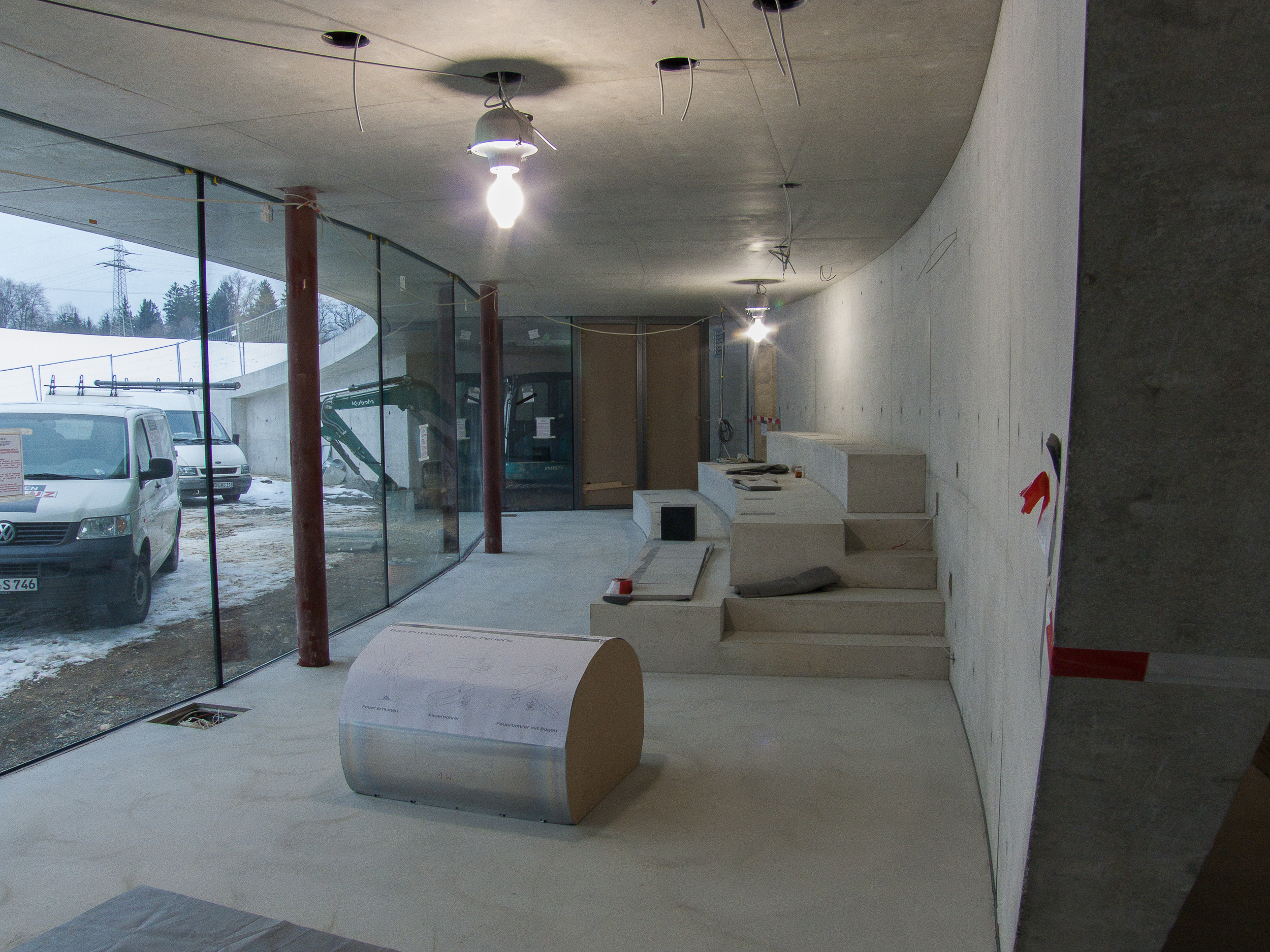
Auditori durant la construcció del centre
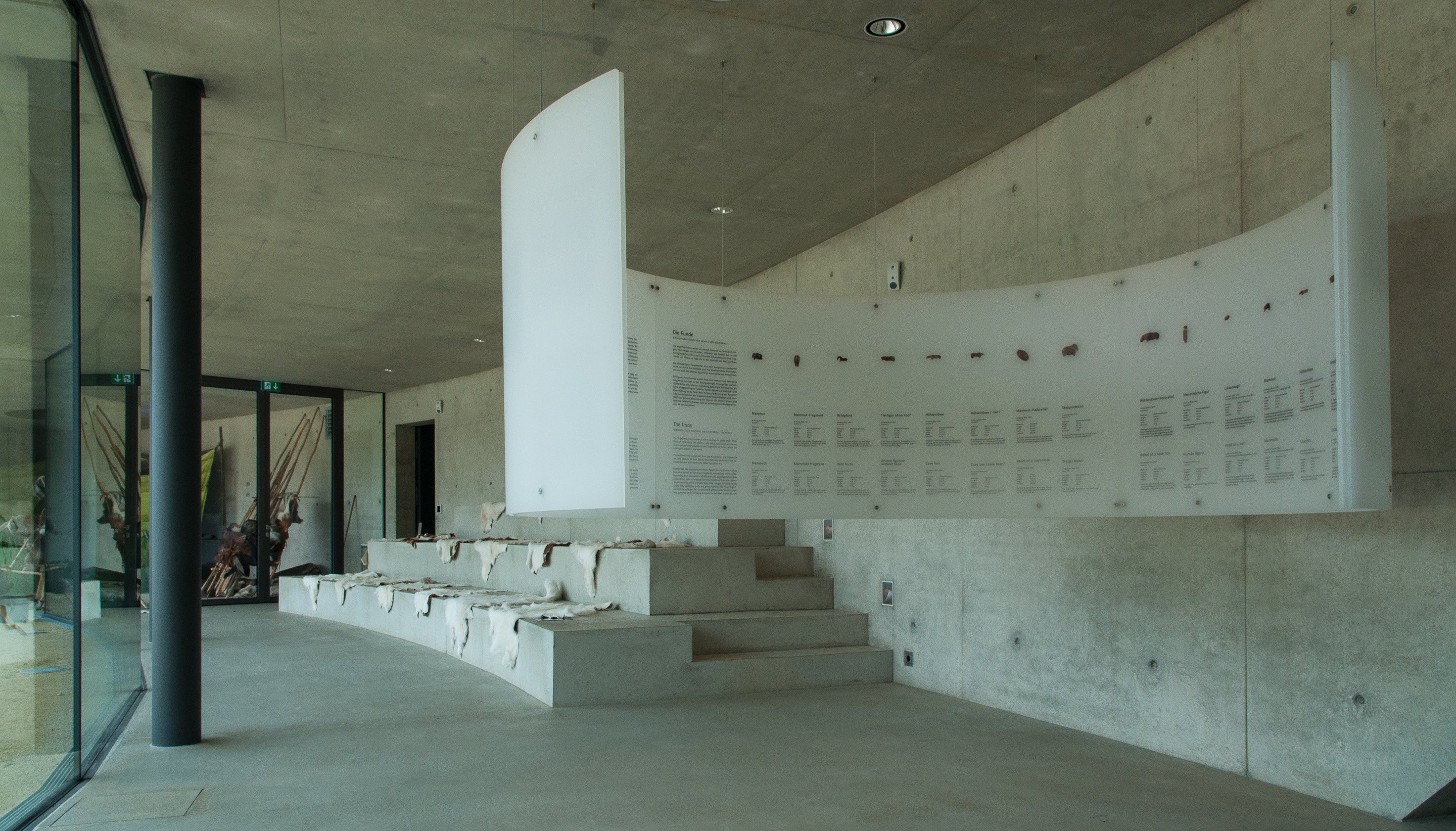
Auditori
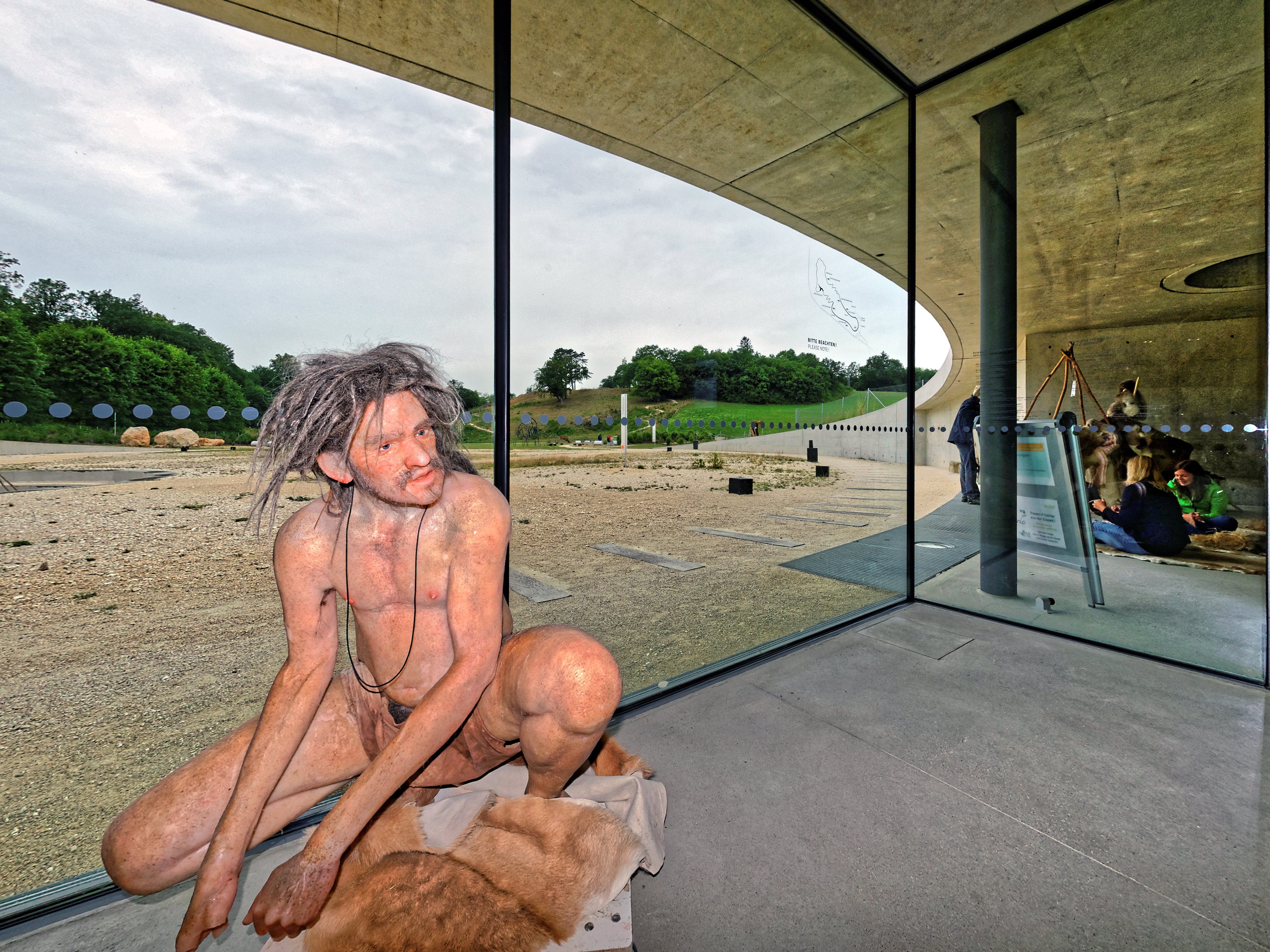
Rèplica d'un Homo sapiens a la sala de l'auditori
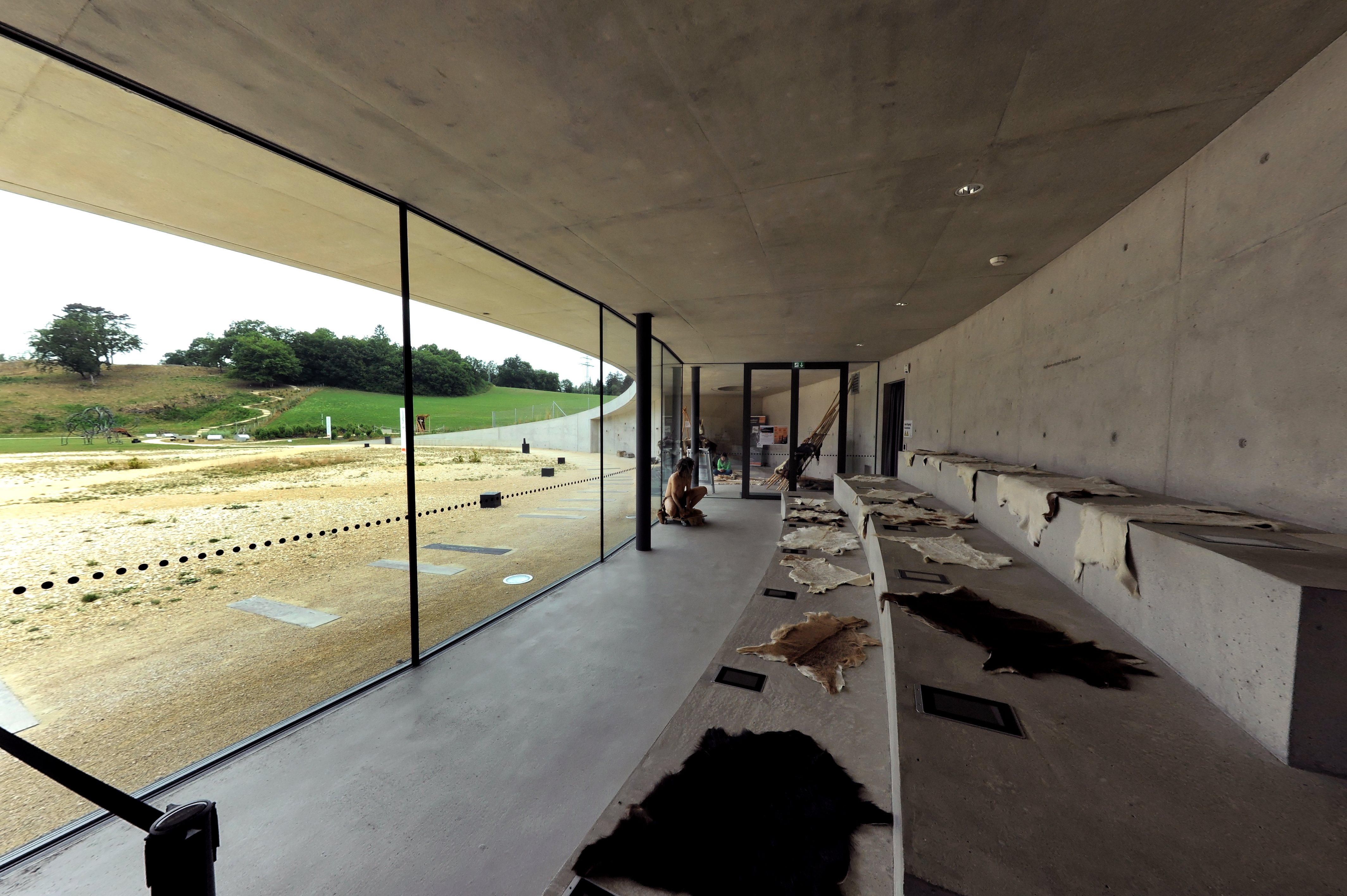
Sala de l'auditori

## Conservació museogràfica

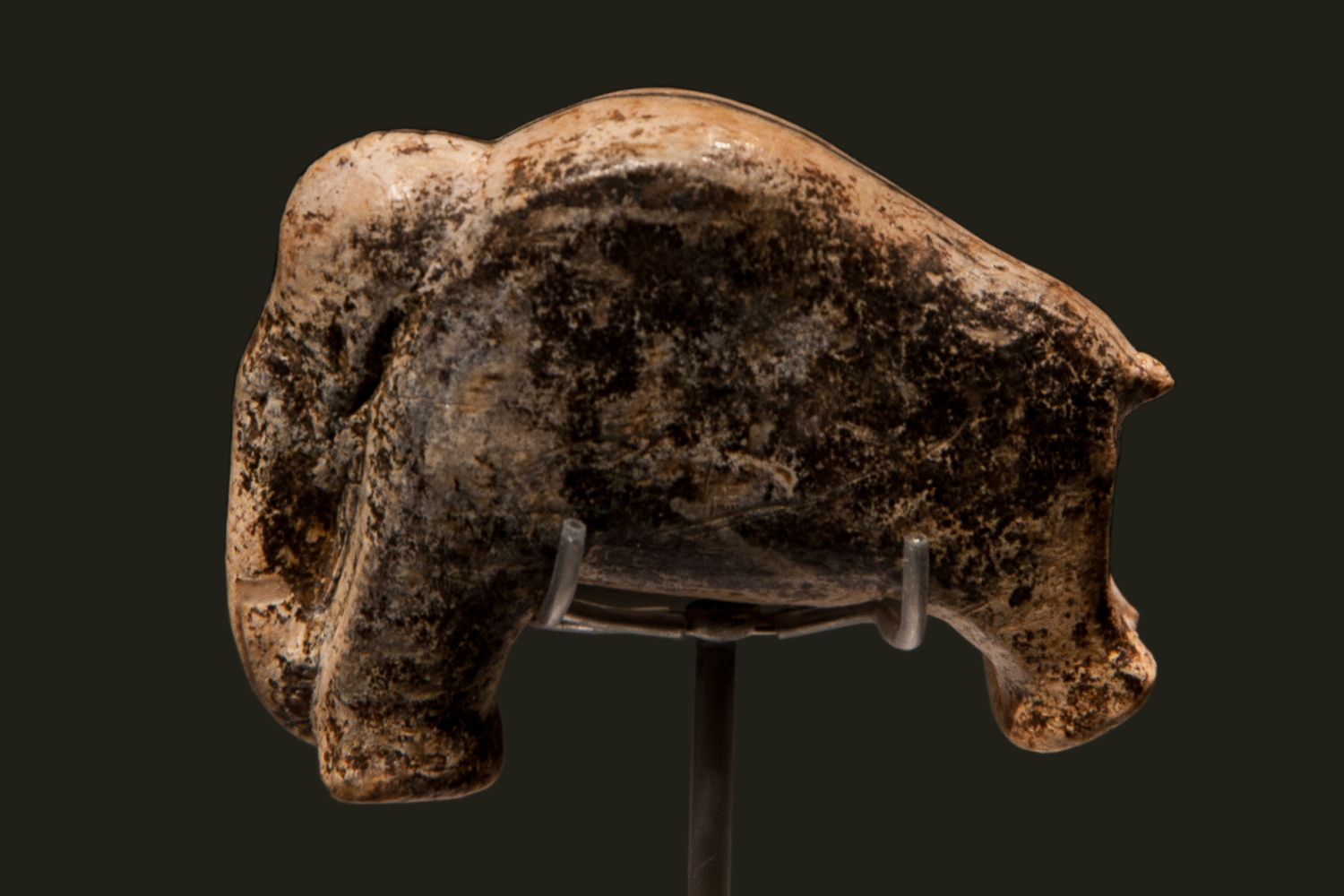
Figureta de mamut

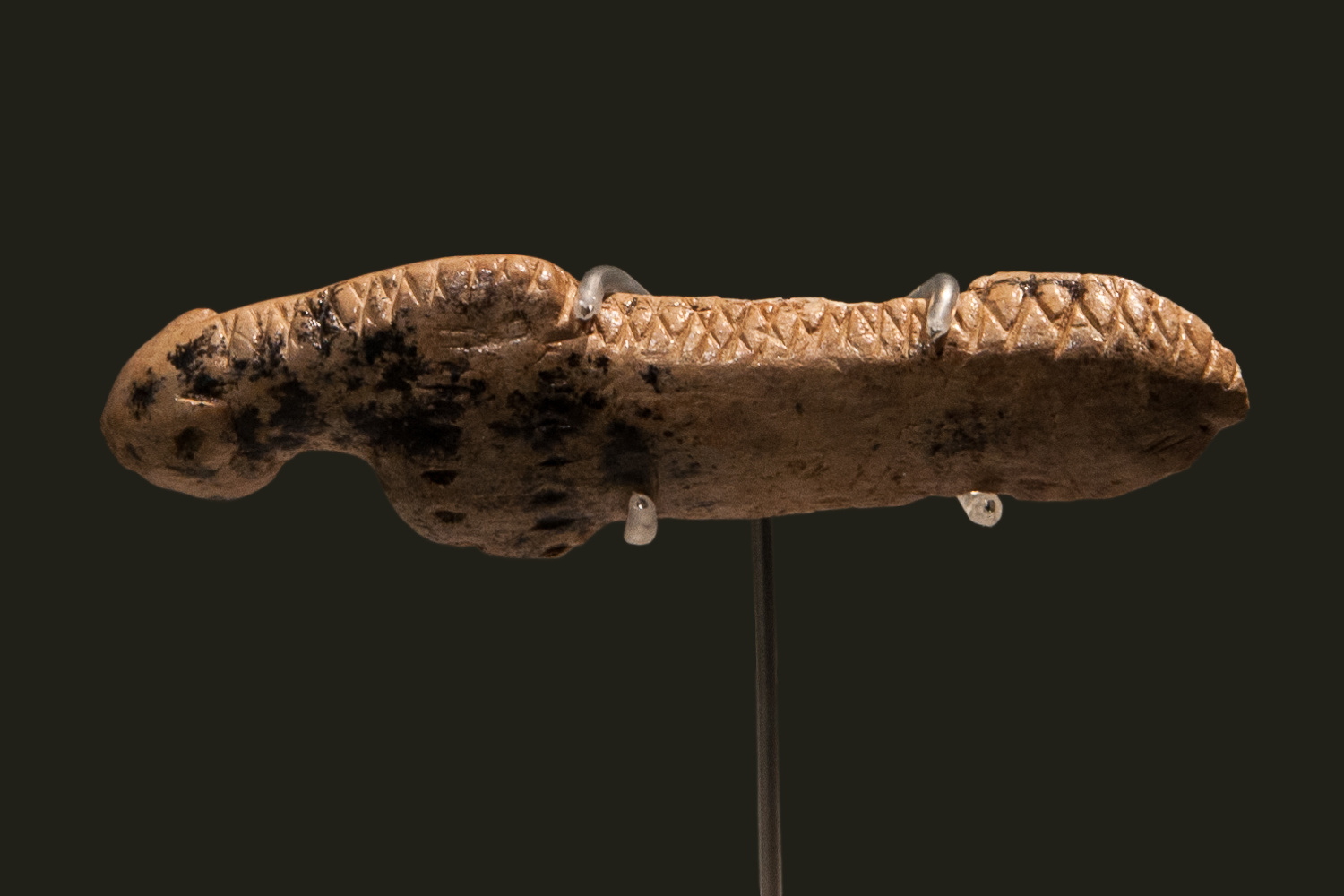
Tors d'un lleó de les cavernes. Peça descoberta el 2006

Al centre d'informació del parc s'exposen dues figuretes descobertes en la campanya d'excavació de Vogelherd 2005-2012.
Una de les dues estatuetes representa un mamut de vori de 3,7 cm de longitud. La peça pesa uns 7,5 grams. Es considera l'obra d'art en miniatura més antiga de la humanitat conservada íntegrament en el seu estat original.
La segona estatueta, també de vori, representa el tors d'un lleó de les cavernes. La peça fa 5,6 cm i té uns 35.000 anys d'antiguitat.(33)